# Карело-фінська лайка

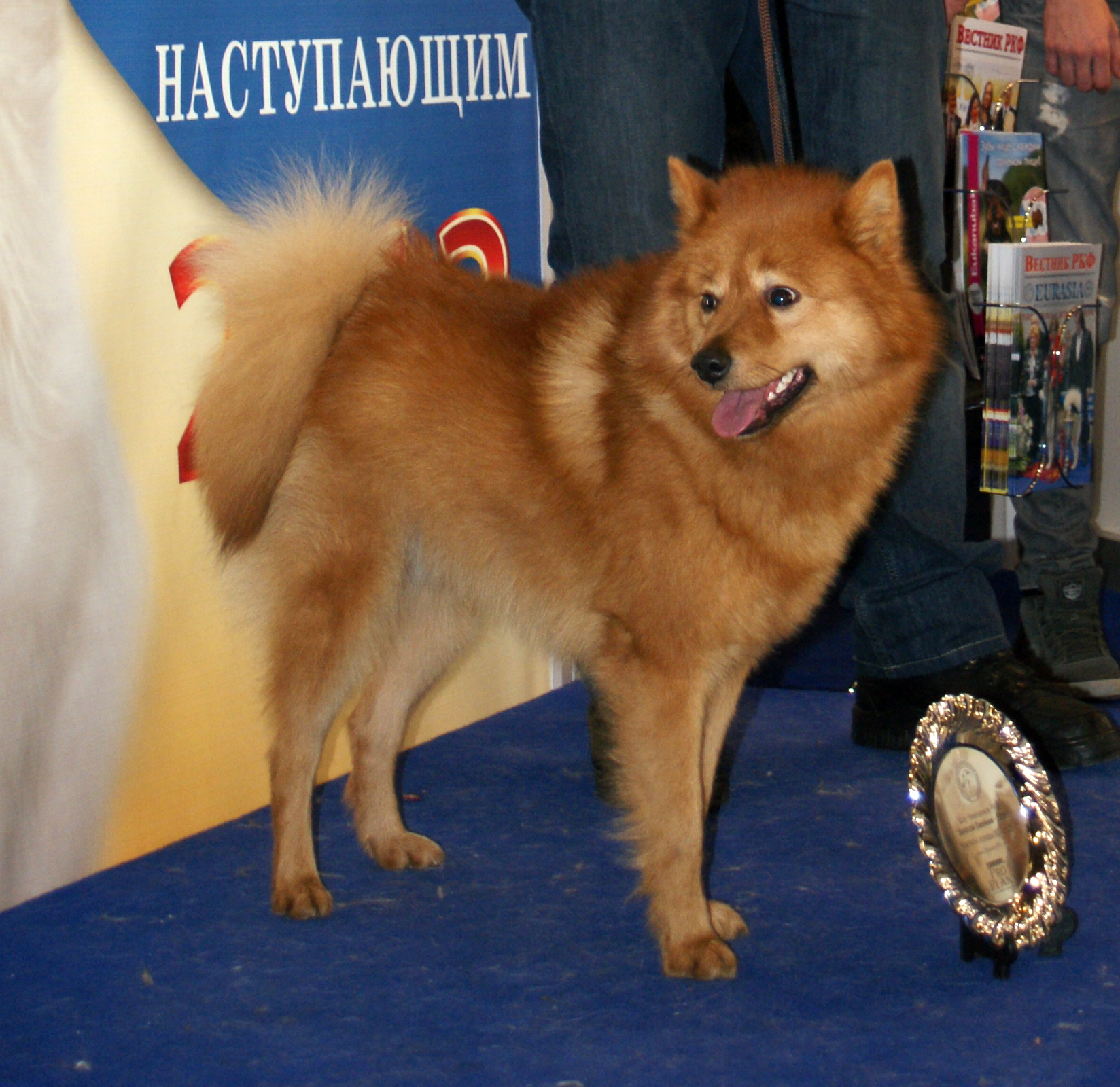

## Історія породи
Виведена шляхом схрещення карельських і олонеських промислових мисливських собак з Фінляндії. В СРСР карело-фінські лайки активно схрещувалися з фінськими шпіцами, причому чистокровні фінські шпіци, що ввозилися для розведення з Фінляндії, реєструвалися як карело-фінські лайки.
В результаті до 1984 року сформувалося велика кількість метисного поголів'я, що дало привід заводчикам фінських шпіців говорити про недоцільність розводити карельську лайку «в собі». 11 січня 1984 на засіданні бюро підсекції любителів лайок при Правлінні Ленінградського товариства мисливців і рибалок, більшістю голосів було прийнято рішення про об'єднання двох порід під брендом «фінський шпіц»
Російська Кінологічна Федерація (РКФ), створена на початку 90-х років минулого століття, не визнає «карело-фінської лайки» в зв'язку з тим, що в найменуванні породи присутня назва іншої країни. В системі FCI, в яку увійшла РКФ, стандартизована порода «фінський шпіц». Відмінності в екстер'єрі «карело-фінських лайок» і «фінського шпіца» наведені в Додатку № 1.
Через присутність в назві двох країн, Карело-фінська лайка завжди була під пильною увагою фінських кінологів. Результатом такого інтересу була підписана 5 липня 2006 року, президентом РКФ А. Іншаковим і Головою Фінської Кеннел Клубу (FKC) Карі Ярвіненом Угода про об'єднання «карело-фінської лайки» і «фінського шпіца» в одну породу "відповідну стандарту породи фінський шпіц (номер по FCI — 49) ". Відповідно до Угоди «ці собаки мають право брати участь в національних та інтернаціональних виставках, тестах і випробуваннях як фінські шпіци». Додатки. Тобто одним розчерком пера порода «карело-фінська лайка» в Росії перетворилася в «фінського шпіца» і перестала існувати як національна порода мисливських лайок.
Деякі відзначають, що є дефіцит племінного матеріалу для розведення карельських лайок, але у цієї думки є запеклі противники.

## Щеня
Слід зазначити що карело-фінська лайка походить від старокарельской лайки, яка славилася своїм слухом і чуттям, була відмінною в своїй справі. Старокарельскую лайку за цими якостями перевершувала тільки Зирянська лайка.

## Розведення
Карельську лайку розводять на території РФ. Багато хто відзначає, що карельська лайка і фінський шпіц це різні за робочими якостями собаки.
Факт метизації ніхто не усуває. Метизація це прийом, який використовується практично в будь-якій породі, який не дає підстав припиняти розводити породу «в собі».
Станом на червень 2009 року порода «Карело-фінська лайка» не зареєстрована в РКФ [3]. Під цією назвою розводяться фінські шпіци.

## Ріст і вага
Карело-фінської лайки становить: пси — до 50 см, суки — до 45 см. Вага карело-фінської лайки становить: пси — до 15 кг, суки — до 12 кг